# Anastasija Verameenka
Anastasija Uladzimiraŭna Verameenka (in bielorusso Анастасія Уладзіміраўна Верамеенка?; Kohtla-Järve, 10 luglio 1987) è una cestista bielorussa.
Alta 192 cm, gioca come centro. È la sorella di Uladzimir Verameenka.

## Carriera
Con la Bielorussia ha disputato due edizioni dei Giochi olimpici (Pechino 2008, Rio de Janeiro 2016), i Campionati mondiali del 2010 e sette edizioni dei Campionati europei (2007, 2009, 2011, 2013, 2015, 2019, 2021).